# Lobocleta peralbata
Lobocleta peralbata är en fjärilsart som beskrevs av Alpheus Spring Packard 1873. Lobocleta peralbata ingår i släktet Lobocleta och familjen mätare. Inga underarter finns listade i Catalogue of Life.